# 安托万·布里扎尔
安托萬·布里扎爾（法語：Antoine Brizard，1994年5月22日—）是一名法国男子排球运动员，司職舉球員。2021年，布里扎尔作为法國國家男子排球隊的一员获得了东京奥运会金牌。布里扎尔效力於義大利排球超級聯賽的皮亚琴察俱樂部。

## 體育成就

### 俱樂部
- CEV盃
  -  2013/2014 – 與Paris Volley
  -  2020/2021 – 與聖彼得堡澤尼特
- 國內聯賽
  - 2012/2013  法國排球聯賽，與Paris Volley
  - 2013/2014  法國超級盃，與Paris Volley
  - 2013/2014  法國排球聯賽，與Paris Volley
  - 2014/2015  法國排球聯賽，與Paris Volley
  - 2016/2017  法國排球聯賽，與Spacer's de Toulouse
  - 2018/2019  PlusLiga，與華沙Projekt（英语：Projekt Warsaw）
  - 2022/2023  義大利盃，與Gas Sales Piacenza（英语：You Energy Volley）

### 國家青年隊
- 2011：  歐洲青少年男子排球錦標賽

### 個人獎項
- 2011： 世界青少年男子排球錦標賽 – 最佳舉球員
- 2024： 男子排球國家聯賽 – 最有價值球員、最佳舉球員
- 2024： 夏季奧林匹克運動會排球比賽 – 最佳舉球員

### 授勳
- 2021：  法國榮譽軍團勳章

## 外部連結
- 安托万·布里扎尔在European Volleyball Confederation（英语）
- 安托万·布里扎尔在WorldofVolley（英语）
- 安托万·布里扎尔在Ligue Nationale de Volley（法语）
- 安托万·布里扎尔在Olympics.com（英语）
- 安托万·布里扎尔在Olympedia（英语）
- 安托万·布里扎尔在Team France（法语）
- 選手資料 （页面存档备份，存于）LegaVolley.it （波蘭語）
- 選手資料PlusLiga.pl （波蘭語）
- 選手資料 （页面存档备份，存于）Volleybox.net

| 獎項                     | 獎項                               | 獎項        |
| ------------------------ | ---------------------------------- | ----------- |
| 前任： 帕维烏·扎托爾斯基 | 男子排球國家聯賽 最有價值球員 2024 | 繼任： 現任 |
| 前任： 米卡·克里斯滕森   | 男子排球國家聯賽 最佳舉球員 2024   | 繼任： 現任 |
| 前任： 盧西亞諾·德切科   | 奧林匹克 最佳舉球員 巴黎 2024      | 繼任： 現任 |